# Volby do Sněmu Slovenské země 1938
Volby do Sněmu Slovenské země byly volby do nejvyššího zákonodárného sboru autonomního Slovenska v rámci druhé československé republiky, konané v prosinci 1938.

## Průběh voleb
V listopadu 1938 byl přijat Ústavní zákon o autonomii Slovenské země. V jeho rámci se předpokládal i vznik autonomního zákonodárného sboru. Volby do něj byly vypsány 26. listopadu 1938 s termínem voleb stanoveným na 18. prosinec 1938, přičemž ale lhůta k podání kandidátních listin byla pouze jeden den, do 27. listopadu. Tímto harmonogramem byla fakticky vyloučena volná politická soutěž, protože navíc 26. listopad připadl na neděli a v úředním listu vyšlo oznámení voleb až 27. listopadu. Ve volbách pak proto kandidovala pouze jednotná kandidátní listina formace Hlinkova slovenská ľudová strana - Strana slovenskej národnej jednoty. Kromě samotné volby jednotlivých poslanců Sněmu je provázela i otázka „chcete nové, svobodné Slovensko,“ která volbám dávala rysy referenda.
Formálně probíhaly volby podle úprav z dob první československé republiky (povinná účast), ale fakticky šlo o první volby na území republiky, které již nevykazovaly známky volné politické soutěže. Volby provázely manipulace a nátlak na představitele socialistických stran, české a židovské komunity. V mnoha volebních okrscích byly zřizovány samostatné volební místnosti pro Čechy a židy. Průběhu voleb asistovali členové Hlinkovy gardy. Oficiální tisk ovládaný HSĽS vyhrožoval těm voličům, kteří by hlasovali proti jednotné kandidátce. Když se ve městě Skalica mezi tamním evangelickým obyvatelstvem objevily nálady hlasovat proti, požadoval list mladých ľudáků Nástup jejich uvěznění v právě připravovaném koncentračním táboře. Pro účely voleb bylo celé Slovensko stanoveno jedním volebním obvodem, což znamenalo, že při aplikaci poměrného volebního systému a při existenci jediné kandidátní listiny museli být i v případě hypotetické nesouhlasné volby všichni její členové zvoleni. List Slovák napsal: „Voľby sú tajné, ale podľa rozhodnutia najvyššieho správneho súdu nie je vážnym porušením tajnosti voľby, ak sa sami voličia netaja tým, ako hlasujú.“

## Výsledky voleb
Jednotná kandidátní listina získala přes 97 % hlasů. Ivan Dérer volby označil za zfalšované, zatímco historik Milan Stanislav Ďurica takové tvrzení zpochybňuje a poukazuje na to, že i podle oficiálních výsledků byly v některých regionech výrazně silně zastoupeny hlasy proti jednotné kandidátní listině (okres Medzilaborce - 38 % hlasů pro a 62 % hlasů proti). Ďurica ovšem neuvádí zdroj těchto svých tvrzení.
Ve volbách bylo zvoleno 63 poslanců zastupujících z většiny Hlinkovu slovenskou ľudovou stranu - Stranu slovenskej národnej jednoty (do níž se předtím sloučily i další slovenské nesocialistické strany), dva poslanci reprezentovali Německou stranu a jeden poslanec Maďarskou stranu na Slovensku (české menšině ani národně definovaným Židům nebyla samostatná kandidatura umožněna). Jednotná kandidátní listina získala více než 97 % všech hlasů.

## Dopady voleb
Volby do slovenského autonomního sněmu vytvořily ve východní části Česko-Slovenska politický systém vlády jedné strany (ve chvíli, kdy v českých zemích ještě fungoval model dvou politických stran, byť s omezenou mírou politické soutěže). Český tisk i čeští politici reagovali na slovenské volby kriticky. V rozpravě v Národním shromáždění republiky Československé prohlásil poslanec Jaromír Nečas: „Vypsané volby do slovenského sněmu znamenají nedodržení předpisů, obsažených v zákoně o autonomii Slovenské krajiny a v něm obsažených volebních zákonů. Tyto zákony vycházejí ze systému poměrného zastoupení a z možnosti kandidování více politických stran. Na Slovensku byla však zastavena činnost všech politických stran s výjimkou jediné a volby byly vypsány tak, že bylo prakticky znemožněno podání jiných kandidátek než kandidátky jedné strany. Bez zákonného podkladu a s porušením občanských svobod zaručených v platné ústavní listině mají býti zřízeny na Slovensku internační a koncentrační tábory. Na Slovensku byla suspendována soudcovská neodvislost a proti platným zákonům zbaveni byli soudci míst a zastaveny jim platy. Za takového stavu věcí a při úplném zastavení tiskové a shromažďovací svobody na Slovensku není dána lidu možnost projeviti svobodně svou vůli. Vypsané volby do slovenského sněmu jsou podle našeho názoru formálně právně zmatečné.“